# Emmanouil Entchmène
 (août 2014).
Emmanouil Semionovitch Entchmène (en russe: Эммануил Семенович Енчмен) est un comportementaliste soviétique né en 1891 à Tbilissi et mort en 1966.
Pendant la période soviétique, Entchmène est chercheur et fonctionnaire du Parti communiste. Il est l'auteur de la théorie de la "nouvelle biologie" ou de la "physiologie historique" qui devait, selon lui, remplacer la philosophie. En 1923-1924, il est critiqué, notamment par Nikolaï Boukharine, pour son "matérialisme vulgaire".